# Profeta imberbe (Donatello)

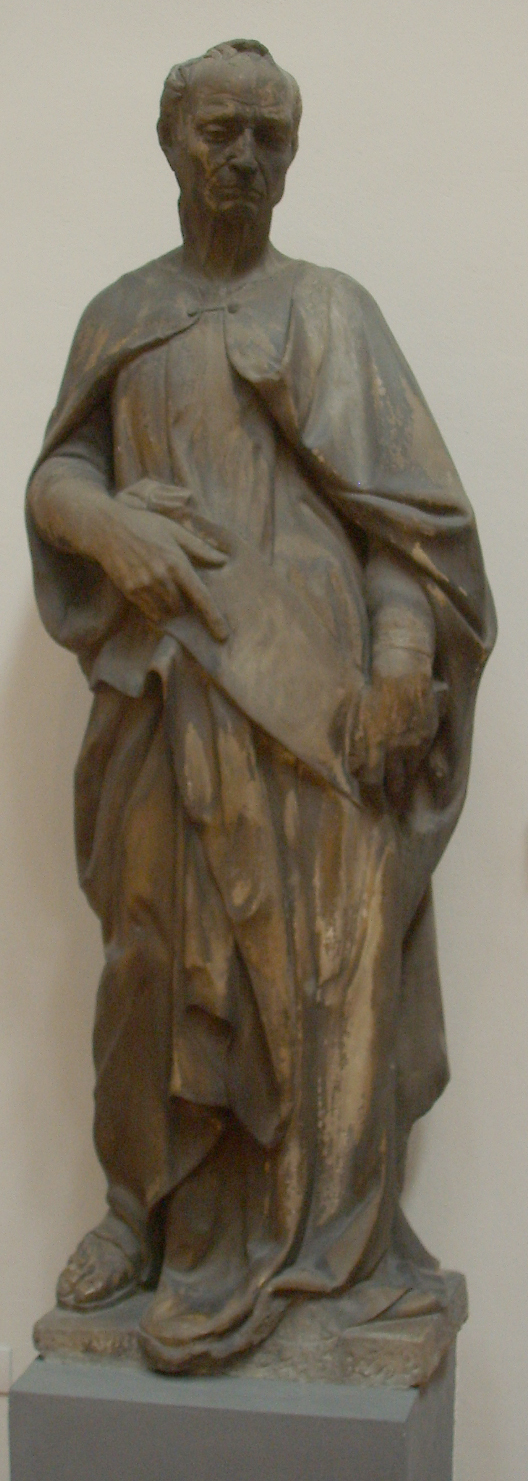
Profeta imberbe de Donatello.

El Profeta imberbe es una escultura de Donatello de las hornacinas de la tercera orden del campanario de Santa María del Fiore, que data de 1416-1418. Realizado en mármol blanco de tamaño (190 x 64 x 63 cm) y se conserva en el Museo dell'Opera del Duomo de Florencia. 

## Historia
La estatua fue la primera, de izquierda a derecha, del lado este de la torre, hacia la cúpula de Brunelleschi, que en aquella época todavía no se había construido.
Las otras tres estatuas de este lado eran el Profeta barbudo de Nanni di Bartolo (1408), el Sacrificio de Isaac de Donatello y Nanni di Bartolo (1421) y el Profeta pensativo, también de Donatello (1418-1420). 
Las estatuas de las hornacinas fueron trasladadas al museo en 1937 y sustituidas por unas copias las del exterior. Ennegrecidas por el paso del tiempo, algunas como el Profeta imberbe aún no ha sido restaurada.

## Descripción
El personaje de la estatua no ha sido claramente identificado por la falta de atributos iconográficos, por lo que se denomina con el nombre convencional del Profeta imberbe o profeta con cartela. La estatua fue inspirada en el modelo clásico de orador y se caracteriza por un gran realismo y una profunda intensidad expresiva, se destaca por la desviación de la cabeza hacia la izquierda, se mantiene entre las mejores obras de Donatello. Parece que para este trabajo empleó como modelo a Filippo Brunelleschi, amigo de Donatello. El rostro está tratado con una penetrante fisonomía nada convencional. 
Las características han sido encontradas con algo de falta de armonía, pero el efecto general de la grandeza y la dignidad está conseguida por la calma y gestos de fuerte claroscuro. La figura mira hacia abajo, porque su ubicación inicial era a varios metros de altura. El gesto para indicar la cartela que tiene en su mano es muy elocuente y subraya la importancia de la profecía y su insistente esfuerzo por comunicarse con el observador. Las letras, probablemente pintadas, ya no son visibles.